# Witali Georgijewitsch Atjuschow
Witali Georgijewitsch Atjuschow (russisch Виталий Георгиевич Атюшов; * 4. Juli 1979 in Pensa, Russische SFSR, Sowjetunion) ist ein ehemaliger russischer Eishockeyspieler und heutiger -trainer, der über viele Jahre in der Kontinentalen Hockey-Liga und der russischen Superliga aktiv war. Mit dem HK Metallurg Magnitogorsk gewann er jeweils einmal die russische Meisterschaft und den IIHF European Champions Cup. Seit 2021 ist er Assistenztrainer beim HK Sibir Nowosibirsk.

## Karriere
Witali Atjuschow begann seine Karriere 1996 bei Krylja Sowetow Moskau. 1999 wechselte er zu Molot-Prikamje Perm, wo er bis 2002 spielte. Beim NHL Entry Draft 2002 wählten die Ottawa Senators ihn in der neunten Runde an der 276. Stelle aus. Die Saison 2002/03 spielte der Verteidiger bei Ak Bars Kasan. Beim HK Metallurg Magnitogorsk stand Atjuschow ab 2003 unter Vertrag und bekleidet dort das Kapitänsamt. Mit Metallurg wurde er 2007 Russischer Meister und gewann ein Jahr später den IIHF European Champions Cup.

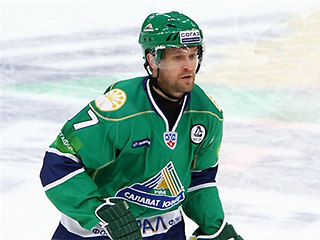
Atjuschow im Trikot von Salawat Julajew Ufa (2012)

Nach acht Jahren in Magnitogorsk verließ Atjuschow den Verein nach der Saison 2010/11 und wechselte innerhalb der KHL zum amtierenden KHL-Meister Salawat Julajew Ufa. Dort stand er zwei Jahre unter Vertrag, ehe er von Atlant Moskowskaja Oblast verpflichtet wurde. Ab Juli 2014 stand Atjuschow beim HK Traktor Tscheljabinsk unter Vertrag und fungierte dort als Assistenzkapitän. Ab August 2015 stand Atjuschow bei Amur Chabarowsk unter Vertrag und agierte dort zwischen 2016 und 2019 als Mannschaftskapitän. Insgesamt absolvierte er 200 KHL-Partien für den Klub aus dem fernen Osten, ehe er im August 2019 von Neftechimik Nischnekamsk verpflichtet wurde. 2020 beendete er seine Karriere und wurde 2021 Assistenztrainer beim HK Sibir Nowosibirsk.

### International
Im Nachwuchsbereich spielte Atjuschow für Russland bei der U18-Europameisterschaft 1997, bei der sein Team mit Platz vier die Medaillenränge knapp verpasste.
Mit der Herren-Nationalmannschaft nahm Atjuschow an den Weltmeisterschaften 2006, 2007, 2009, 2010 und 2011 teil, wobei er in 43 Spielen drei Tore und 16 Assists für sich verbuchen konnte. Insgesamt konnte er mit den Russen je einmal den Weltmeistertitel (2009), den Vizeweltmeistertitel (2010) und die Bronzemedaille (2007) erringen.

## Erfolge und Auszeichnungen
- 2004 Russischer Vizemeister mit dem HK Metallurg Magnitogorsk
- 2005 Spengler-Cup-Gewinn mit dem HK Metallurg Magnitogorsk
- 2007 Russischer Meister mit dem HK Metallurg Magnitogorsk
- 2008 IIHF-European-Champions-Cup-Gewinn mit dem HK Metallurg Magnitogorsk
- 2008 All-Star-Team des IIHF European Champions Cup
- 2008 Wertvollster Spieler des IIHF European Champions Cup
- 2008 Bester Verteidiger des IIHF European Champions Cup
- 2010 KHL All-Star Game

### International
- 2007 Bronzemedaille bei der Weltmeisterschaft
- 2009 Goldmedaille bei der Weltmeisterschaft
- 2010 Silbermedaille bei der Weltmeisterschaft

## Karrierestatistik
Stand: Ende der Saison 2018/19

### International
(Legende zur Spielerstatistik: Sp oder GP = absolvierte Spiele; T oder G = erzielte Tore; V oder A = erzielte Assists; Pkt oder Pts = erzielte Scorerpunkte; SM oder PIM = erhaltene Strafminuten; +/− = Plus/Minus-Bilanz; PP = erzielte Überzahltore; SH = erzielte Unterzahltore; GW = erzielte Siegtore; 1 Play-downs/Relegation; Kursiv: Statistik nicht vollständig)